# Louis Mazères
Pour les articles homonymes, voir Mazères.
Jean Baptiste Louis Mazères, né en 1808 à Rennes, mort en 1873 à Paris, est un vice-amiral français du Second Empire. Il commande la division navale du Pacifique pendant la Guerre du Mexique. Il est ensuite préfet maritime et membre du Conseil de l'amirauté.

## Biographie
Jean Baptiste Louis Mazères naît à Rennes le 21 novembre 1808. Son père est le menuisier Jean Louis Mazères, cousin de l'ancien député Joseph Blin et du docteur Alexandre Bertrand ; il meurt en décembre 1818, son fils étant âgé de dix ans. Sa mère est Anne Julienne Herviaux.

### Jeune officier de marine
Louis Mazères embarque pour la première fois à seize ans et demi, en mai 1825, à bord du brick la Félicie, pour Terre-Neuve. Dans la marine marchande, il est en avril 1826 novice au commerce. Il s'engage comme volontaire dans la Royale en avril 1828. Devenu élève de 1re classe en mai 1830, il navigue successivement sur le Terpsichore, la Junon et la Charente, jusqu'en 1833. Nommé en janvier 1833 enseigne de vaisseau, il sert aux Antilles sur l'Endymion, puis au Mexique sur le Laurier, un brick-aviso. Il est second du Laurier lors d'un ouragan, il prend de sévères précautions qui n'empêchent pas la cassure du gouvernail, le renversement du navire et la perte d'un mât ; Mazères lui-même tombe à la mer avec cinq hommes, mais ils réussissent à regagner le bord.

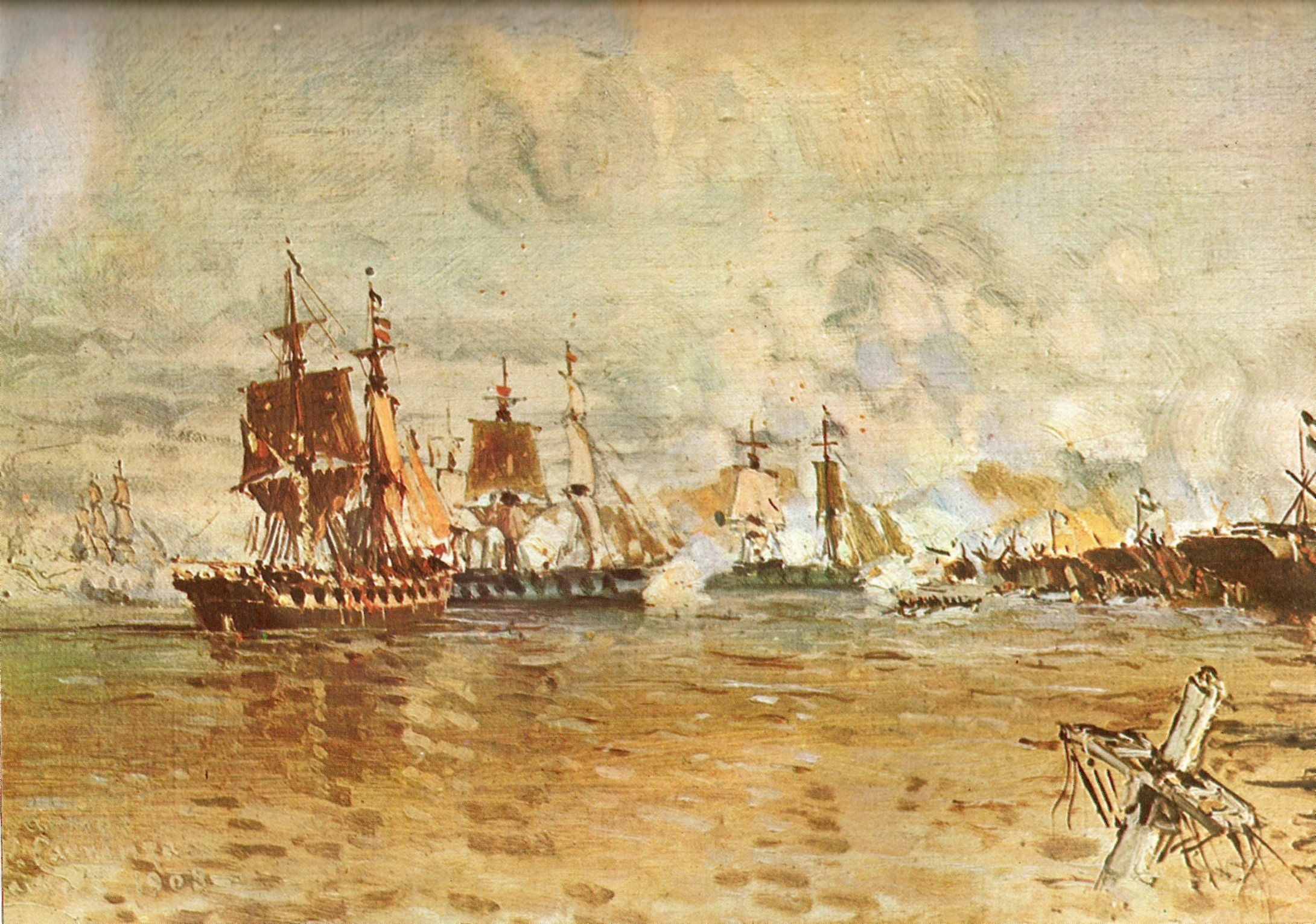
La bataille d'Obligado où Mazères se distingue en 1845.

Il participe à partir de 1838 à la première intervention française au Mexique, à bord de la frégate Gloire, il contribue à la prise de la forteresse de Saint-Jean d'Ulloa, puis au raid sur Veracruz. Il est promu lieutenant de vaisseau en août 1839. 

### Premiers commandements
Mazères prend en 1844 le commandement du Fulton, un aviso à vapeur. Il se fait remarquer au cours de l'intervention française contre l'Argentine, à la bataille d'Obligado en octobre 1845. 
Promu en mars 1846 capitaine de corvette et décoré de la Légion d'honneur, il continue à commander le Fulton jusqu'en juillet 1847, puis commande le brick Adonis. Capitaine de frégate en mai 1848, il passe sur le vaisseau Bayard pour 1851-1852 ; il en est le second, « avec autant de capacité que d'intelligence, de zèle et d'ardeur ». 

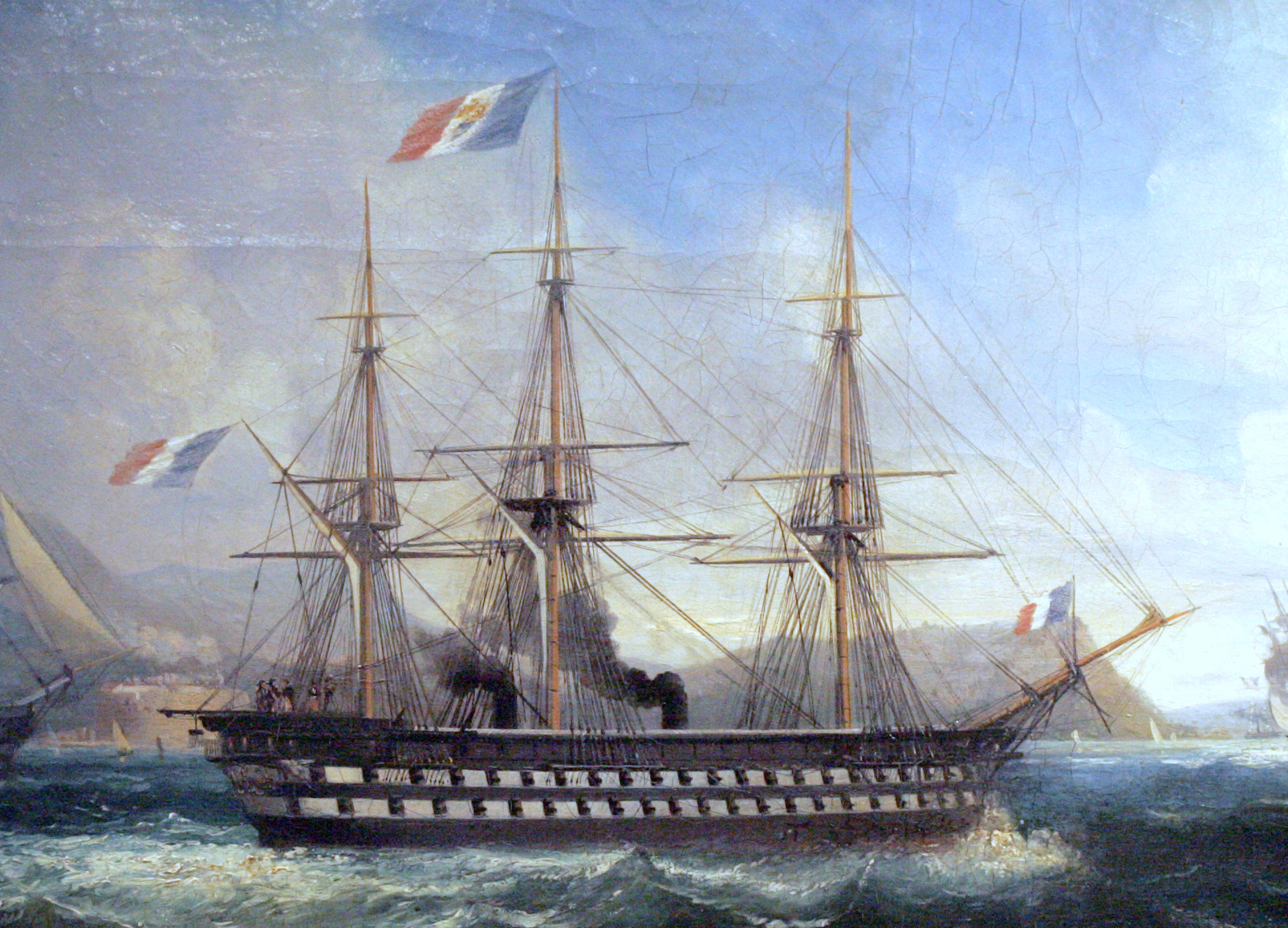
Le Napoléon que Mazères commande en 1858.

Nommé capitaine de vaisseau en décembre 1852, au début du Second Empire, Mazères commande la frégate Iphigénie, puis la Sérieuse en 1856-1858 ; il commande en même temps la station navale de Terre-Neuve. 
Il est chargé en 1858 de commander le prestigieux Napoléon, vaisseau de 90 canons, qui est le premier navire de ligne au monde à être propulsé par la vapeur,. Il commande ensuite, à partir de 1859, le vaisseau mixte Duguay-Trouin, et effectue une longue campagne dans le Pacifique, jusqu'en 1862.

### Amiral
Mazères devient contre-amiral en juillet 1862. Deux ans plus tard, en octobre 1864, il prend le commandement de la division navale du Pacifique, avec pavillon à bord de la Pallas puis de la Victoire. Pendant la Guerre du Mexique, il en dirige les opérations du côté de l'océan Pacifique. Il commande en plus les troupes expéditionnaires. Il n'est cependant pas toujours d'accord avec les décisions du commandant en chef, le maréchal Bazaine, notamment à propos de l'évacuation des places. Rentré à Brest, il y est major général d'août 1867 à juin 1869.
Promu vice-amiral en mai 1869, il devient en juin suivant préfet maritime de Rochefort, puis en novembre 1870 préfet maritime de Brest, jusqu'en mai 1871. Il arrive à Paris le 28 mai et y assiste aux événements de la Commune de Paris. Il est membre du Conseil de l'amirauté et le reste jusqu'à sa mort. 
Il meurt le 26 avril 1873 à Paris, à son domicile, avenue d'Antin (actuelle avenue Franklin-Roosevelt). Ses obsèques sont célébrées à Rennes le 1er mai. Selon sa volonté, il est enterré dans sa ville natale au cimetière du Nord,.

## Distinctions et hommages

### Distinctions
- Grand officier de la Légion d'honneur, avril 1867 (chevalier en mars 1846, officier en décembre 1847)[17],[18].

### Hommages
- Le Mazères est le grand canot de sauvetage du port de Rochefort, lancé et bénit en 1897[19],[20].